# Рожок Володимир Іванович
Володимир Іванович Рожок (25 серпня 1946, с. Хороше Озеро, Ніжинський район, Чернігівська область — 2 листопада 2020) — український хоровий диригент, науковець, музично-громадський діяч, педагог. Доктор мистецтвознавства (1997), професор (1998), Народний артист України (2008). Член Національної всеукраїнської музичної спілки. Академік Національної академії мистецтв України (2017). Ректор Національної музичної академії України імені П. І. Чайковського у 2004—2018 роках.

## Життєпис

Могила Володимира Рожка, Байкове кладовище

Закінчив Харківський інститут культури (1969), Харківський інститут мистецтв ім. І.Котляревського (1974) та аспірантуру Інституту мистецтвознавства, фольклору та етнографії ім. М.Рильського НАН України.
1981—1986 — заступник директора з творчих питань Національного академічного театру опери та балету України ім. Тараса Шевченка. У 1986—1990 працював у Центральному комітеті Комуністичної партії. Протягом 1991—2000 років працював в міністерстві культури України та в Адміністрації Президента України. В 1997—1999 — на посаді заступника міністра культури України.
2000—2001 — проректор НМАУ ім. П. І. Чайковського.
2001—2004 — радник Посольства України в Росії (м. Москва).
2004—2018 року — на посаді Ректора НМАУ.
З квітня 2018 — листопад 2018 — в.о. завідувача кафедри оперної підготовки та музичної режисури академії, професор кафедри хорового диригування НМАУ імені П. І. Чайковського.
З лютого 2019 — завідувач кафедри музичної педагогіки та хореографії Ніжинського державного університету ім. М. Гоголя.
Член Партії регіонів. На виборах до Верховної Ради України 2012 року балотувався за списком цієї партії під № 176.
Балотувався на виборах ректора НМАУ 20 вересня 2018 року, але не пройшов у другий тур виборів, отримав 101 голос (20,3 %).
Помер на 75-му році життя 2 листопада 2020 року від коронавірусної хвороби. Похований на Байковому кладовищі (ділянка № 33, 50°25′2.69″ пн. ш. 30°30′8.57″ сх. д. / 50.4174139° пн. ш. 30.5023806° сх. д.).

## Оцінка діяльності
Оцінки діяльності В. Рожка є різними.
Так, на думку О. В. Антонюк, В. Рожок «належить до тих діячів музичної культури України, які цілеспрямовано і плідно працюють на ниві розбудови національного мистецтва України вже не один десяток років», а на думку Ю. Станішевського — «прекрасний музикант, вдумливий дослідник української музично-театральної культури, практик-диригент, ректор і оратор, що вміє захопити своїм полум'яним словом величезні глядацькі зали, обдарований критик, авторитетний педагог і керівник складного культурного процесу сьогодення». Є. Станкович вважає, що В. Рожок — «хороший музикант, ректор із музичним інтелектом, який знає напрями розвитку музики», а композиторка Г. Гаврилець навіть присвятила В. Рожку хоровий твір.

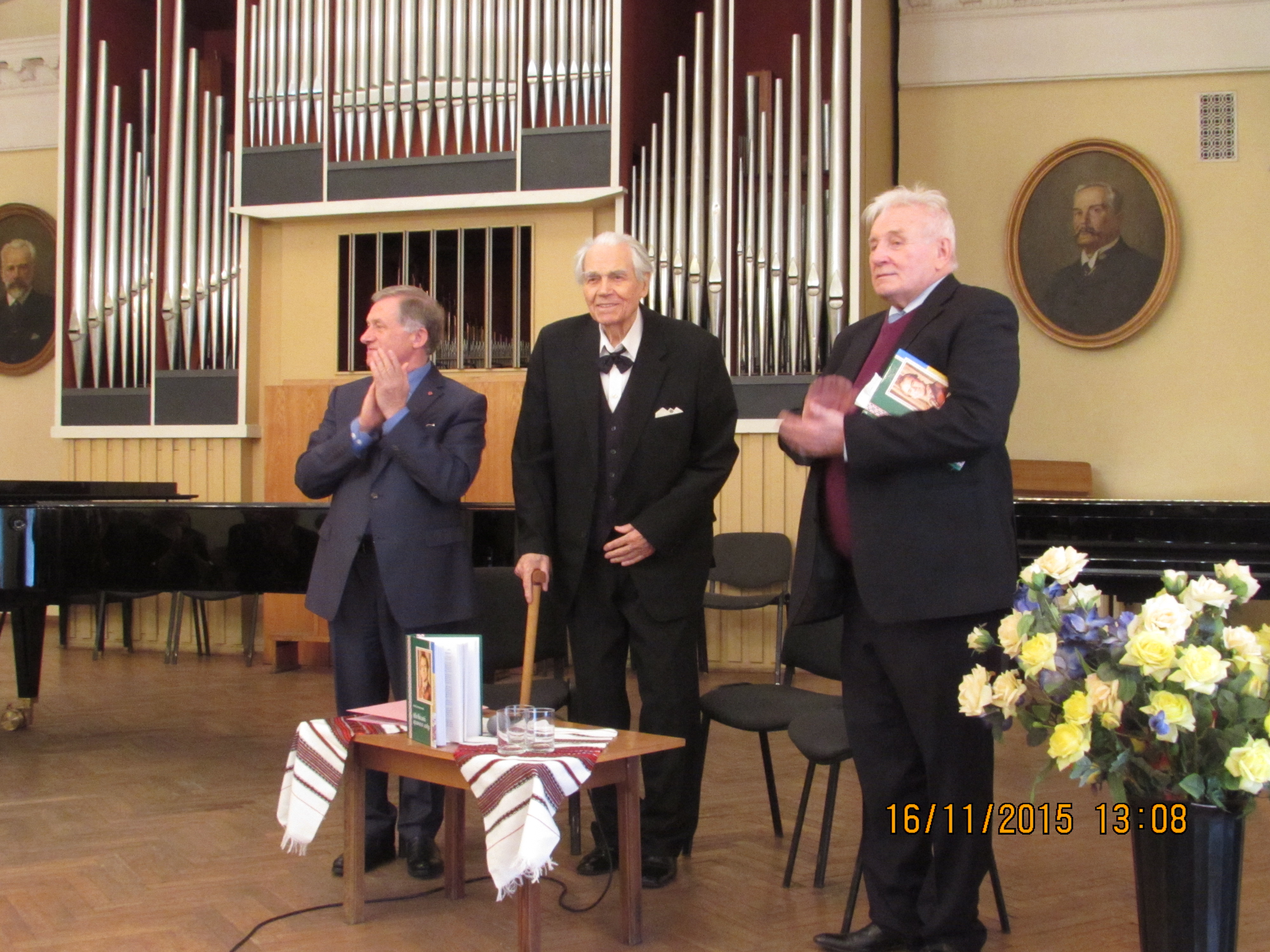
Володимир Рожок (ліворуч), Дмитро Гнатюк (в центрі) та Василь Фольварочний в Малому залі НМАУ, листопад 2015 року

Разом з тим існують свідчення, що спонукають до протилежної оцінки. Так, згідно свідчень народного депутата А. Єрмака, «коли відбувався чемпіонат світу з шахів, радник посла Білоблоцького Рожок не забезпечив, щоб там був український прапор. Коли від федерації український прапор був внесений у конференц-зал готелю, де відбувався чемпіонат світу і де відбувалося нагородження, Рожок вжив заходів, щоб стяг України був винесений на задвірок, і сказав: „Забирайте свій стяг“. І заслуженому артисту України Василю Нечепі сказав: „Василь, это тебе не в Чернигове“»
Балотування у 2012 році від Партії Регіонів викликали нову хвилю критики на адресу В. Рожка. У 2013 році студенти НМАУ звертались до ректора з вимогою забезпечення права на навчання державною мовою.
Попри членство В. Рожка у Партії регіонів, в ході Євромайдану Музична академія надавала приміщення для розміщення активістів від партії УДАР і від «Батьківщини». В ході бою 18-20 лютого у приміщення консерваторії увійшли самооборонці сотника Парасюка, які тримали оборону Майдану від атак «Беркута», того ж дня у фойє Великого залу академії було влаштовано лазарет для поранених протестувальників. Згодом В. Парасюк написав на ім'я ректора подяку за допомогу.
У 2014 діяльність В. Рожка фігурує у депутатському запиті К. Ситника до тодішнього міністра освіти С.Ніколаєнка:
|  | «...група викладачів і студентів НМАУ імені Петра Чайковського просить допомогти покласти край авторитарним, непрофесійним методам керування навчальним закладом з боку Володимира Рожка і розібратися зі складною ситуацією, що склалась в колективі та потребує термінового втручання задля зняття напруження і серйозного протистояння з непередбачуваними наслідками... Викладачі НМАУ стверджують, що 31 березня 2004 р. його незаконно було обрано на посаду ректора академії. Ми обурені тим, що керуючий вишем не має жодного відношення ані до музичного мистецтва, ані до професійного виховання молоді. У стінах академії немає жодної людини, яка могла назвати його професійні досягнення. А відсутність таких досягнень повною мірою компенсується вмінням “господарювати” на користь собі і своєї сім’ї... Це саме той приклад чиновника, який першочергово мав би звітувати перед Україною за свою професійну і громадську діяльність...» |

У 2016 році у ЗМІ було оприлюднено скани документів, що свідчать про фінансові зловживання керівництва НМАУ. Зі звинуваченнями у корупції публічно виступили Є. Басалаєва та народний депутат І. Суслова.
В той же час у підтримку В. Рожка публічно виступили герої України М. Скорик, Є. Станкович, голова НСКУ І. Щербаков, а також Г. Гаврилець, Л. Олійник, Д. Радик, В. Козлов та інші. Того ж року НМАУ випустила окрему збірку статей до 70-річчя В. Рожка, в якій зібрано більше сотні схвальних відгуків, привітань
У лютому 2019 року Національне агентство з питань запобігання корупції направило до суду 2 протоколи стосовно В. Рожка, звинувачуючи його у конфлікті інтересів під час перебування на посаді ректора НМАУ.

## Нагороди
- «За заслуги» ІІІ ступеня (2013),
- Ярослава Мудрого V ступеня (2006),
- Почесна грамота Верховної Ради України (2006),
- орден Дружби.

## Монографії
- Стефан Турчак: (Диригент. Митець. Громадянин). — Х.,1994. — 205 с.
- Музика і сучасність: Монографічні дослідження. Науково-популярні, критичні та публіцистичні твори. — К.: Книга пам'яті України, 2003. — 219 с.
- Сонячний маестро: Монографія. — К.: Автограф, 2006. — 246 с.: іл..